# Jaimee Taylor-Nielsen
Jaimee Taylor-Nielsen es una actriz australiana.

## Carrera
Entre el 2004 y el 2005 fue presentadora del programa de disney AMTV on D.
En el 2007 obtuvo un pequeño papel en la película Razzle Dazzle: A Journey into Dance donde interpretó a una de las bailarinas de la señorita Elizabeth (Jane Hall).
El 27 de enero de 2011 se unió como personaje invitado a la aclamada serie australiana Home and Away donde interpretó a Summer Horgan-Jones, hasta el 21 de noviembre del mismo año.

## Filmografía
- Series de Televisión.:

| Año  | Serie         | Personaje           | Notas       |
| ---- | ------------- | ------------------- | ----------- |
| 2011 | Home and Away | Summer Horgan-Jones | 8 episodios |

- Películas.:

| Año  | Título                              | Personaje | Notas                                                                        |
| ---- | ----------------------------------- | --------- | ---------------------------------------------------------------------------- |
| 2007 | Razzle Dazzle: A Journey into Dance | Bailarina | junto a Ben Miller, Kerry Armstrong, Denise Roberts, Jane Hall & Tara Morice |

- Apariciones.:

| Año         | Programa  | Notas        |
| ----------- | --------- | ------------ |
| 2004 - 2005 | AMTV on D | presentadora |

- Teatro.:

| Año | Obra           | Personaje | Director         | Teatro |
| --- | -------------- | --------- | ---------------- | ------ |
| -   | Into the Woods | Bruja     | Stephen Sondheim | -      |